# Iglesia de Nuestra Señora de las Gracias (Lárnaca)
La Iglesia de Nuestra Señora de las Gracias o Iglesia de Santa María de las Gracias es el nombre que recibe un edificio religioso que pertenece a la Iglesia católica y que se ubica en la localidad de Larnaca en la isla de Chipre.
Fundada en el siglo XIX, celebró sus 150 años en 1993. Debido a la diversidad de etnias y nacionalidades ofrece misas en griego, italiano, inglés y polaco. Además del edificio de la iglesia posee espacios separados para monjes (monasterio) y monjas (convento).
Sus antecedentes se remontan a 1593 cuando los franciscanos llegaron a la ciudad. Siendo la actual estructura la tercera construida en el mismo lugar.